# Абсолютна від'ємна температура
Абсолютна від'ємна температура — характеристика розподілу частинок за енергіями в деяких нерівноважних фізичних системах. Прикладом такої системи може бути робоча речовина лазера, накачана зовнішнім джерелом енергії так, що в ній у збудженому стані перебуває більше атомів або молекул, ніж в основному стані.
Від'ємна температура не є звичайною температурою, яка визначається як характеристика рівноважної термодинамічної системи. Без зовнішнього джерела енергії фізична система перейде в рівноважний стан із додатною температурою.

## Пояснення та зв'язки із відомими шкалами
Деякі нерівноважні системи можна характеризувати параметром, який називають від'ємною температурою. Тобто їхня термодинамічна температура може бути виражена як від'ємна величина в шкалах Кельвіна чи Ранкіна. В буденному використанні «від'ємна температура» означає температури, що визначаються як від'ємні числа більш відомих шкал Цельсія або Фаренгейта, зі значеннями, що нижчі, ніж нуль цих шкал, але, все ж таки, вищі від абсолютного нуля. Система з істинно від'ємною температурою в абсолютних термінах на шкалі Кельвіна гарячіша, ніж будь-яка система з додатною температурою. Якщо сконтактувати систему з від'ємною температурою з системою з додатною температурою, тепло буде перетікати від першої до другої системи.

### «Теплота» від'ємної температури
Те, що система з від'ємною температурою тепліша за систему з додатною, видається парадоксальним, якщо абсолютну температуру трактувати як середню кінетичне енергію системи. Цей  парадокс зникає, якщо означати температуру з допомогою строгішого означення через обмін між енергією та ентропією, зі зворотною температурою, термодинамічним бета, в ролі більш фундаментальної величини. Таким чином: якщо до системи з додатною температурою додати енергію, її ентропія зростатиме. Якщо до системи з від'ємною температурою додати енергію - її ентропія зменшуватиметься.

## Зв'язок ізквантовою фізикою
Більшість відомих систем не можуть досягти від'ємної температури, оскільки додавання нової енергії завжди призводить до зростання їхньої ентропії. Можливість зменшення ентропії зі зростанням енергії вимагає, що система була «переповнена» ентропією і щоб одночасно кількість станів з високою енергією лишалася малою. Ці типи систем, обмежені максимальною кількістю енергії, заборонені в класичному випадку. Таким чином, від'ємна температура є суто квантовим явищем. Проте, деякі системи мають максимально можливу енергію, і коли вони досягають цієї енергії, їхня ентропія починає спадати.

## Тепловий та молекулярний розподіл енергії
Від'ємні енергії можуть існувати лише в системах з обмеженим числом енергетичних станів. Якщо температура в такій системі зросла, частинки рухаються до вищих і вищих енергетичних рівнів, і коли температура зростає, число частинок на нижчих енергетичних рівнях та на вищих стає наближається до однакового значення. (Це є висновком з означення температури в статистичній механіці для систем з обмеженими рівнями.) Вводячи до цих систем відповідним чином енергію, можна створити систему, де більшість частинок знаходиться на вищих енергетичних рівнях, ніж на нижчих. Тоді система характеризуватиметься наявністю від'ємної температури. Речовина з від'ємною температурою не холодніша, ніж при абсолютному нулі і тепліша за нескінченну температуру. За Кіттелем та Кремером: "Температурна шкала від холодного до гарячого є:
+0 K, ... , +300 K, ... , +∞ K, −∞ K, ... , −300 K, ... , −0 K."
Загалом температура визначається кінетичною енергією атомів. Оскільки немає ніякої верхньої границі імпульсу атома, то й немає верхньої границі для числа енергетичних станів, можливих, коли додано достатньо енергії, і немає можливості отримати від'ємну температуру. Проте, більш звично температура означається статистичною механікою, ніж як просто кінетична енергія. Шкала зворотної температури β = 1/kT (де k - стала Больцмана) пробігає неперервно від низької до високої енергії +∞, ... , −∞.

## Температура та безпорядок
Розподіл енергії між різними трансляційною, осциляторною, обертовою, електронною та нуклонною модами системи визначає макроскопічну температуру. У «нормальній» системі теплова енергія перебуває в неперервному обміні між різними модами.
Проте іноді буває можливим ізолювати одну чи кілька мод. Фактично, ізольовані моди продовжують обмінюватися енергією з іншими модами, проте цей обмін відбувається значно повільніше, ніж обмін всередині моди. Прикладом може бути випадок нуклонних спінів у сильному зовнішньому магнітному полі. В цьому випадку енергія протікає достатньо швидко між спіновими станами взаємодіючих атомів, але трансфер енергії між нуклонними спінами та іншими модами — відносно повільний. Оскільки потік енергії домінує всередині спінових систем, є сенс говорити про спінову температуру, що відмінна від температури інших мод.

### Формульне трактування
Визначення температури може базуватися на такому співвідношенні:
{\displaystyle T={\frac {dq_{\mathrm {rev} }}{dS}}}
Воно передбачає, що додатна температура відповідає умові, де ентропія S зростає, коли до системи додають теплову енергію qrev. Це «нормальна» умова в макроскопічному світі і завжди має місце для трансляційних, осциляторних, ротаційних, електронних та нуклонних мод. Причиною цього є нескінченна кількість цих типів мод, а додавання енергії до системи сприяє зростанню кількості мод, що є енергетично чутливими, і таким чином зростає ентропія.